# چرنملی
چرنملی (اسلوونیایی: Črnomelj؛ آلمانی: Tschernembl) یک سکونتگاه مسکونی در اسلوونی با جمعیت ۵٬۷۶۵ نفر است که در white carniola واقع شده‌است.

## نگارخانه

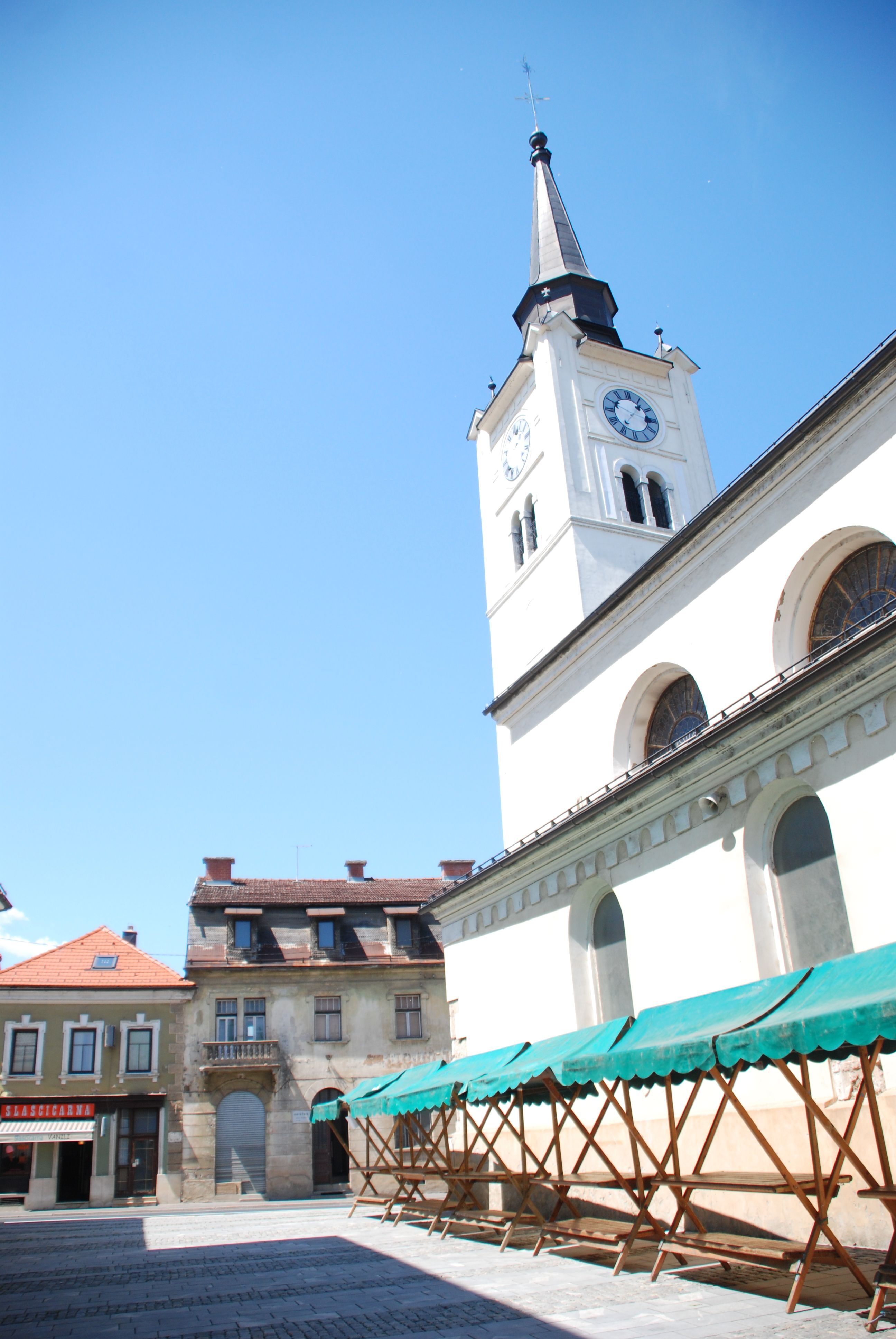
St. Peter's Parish Church
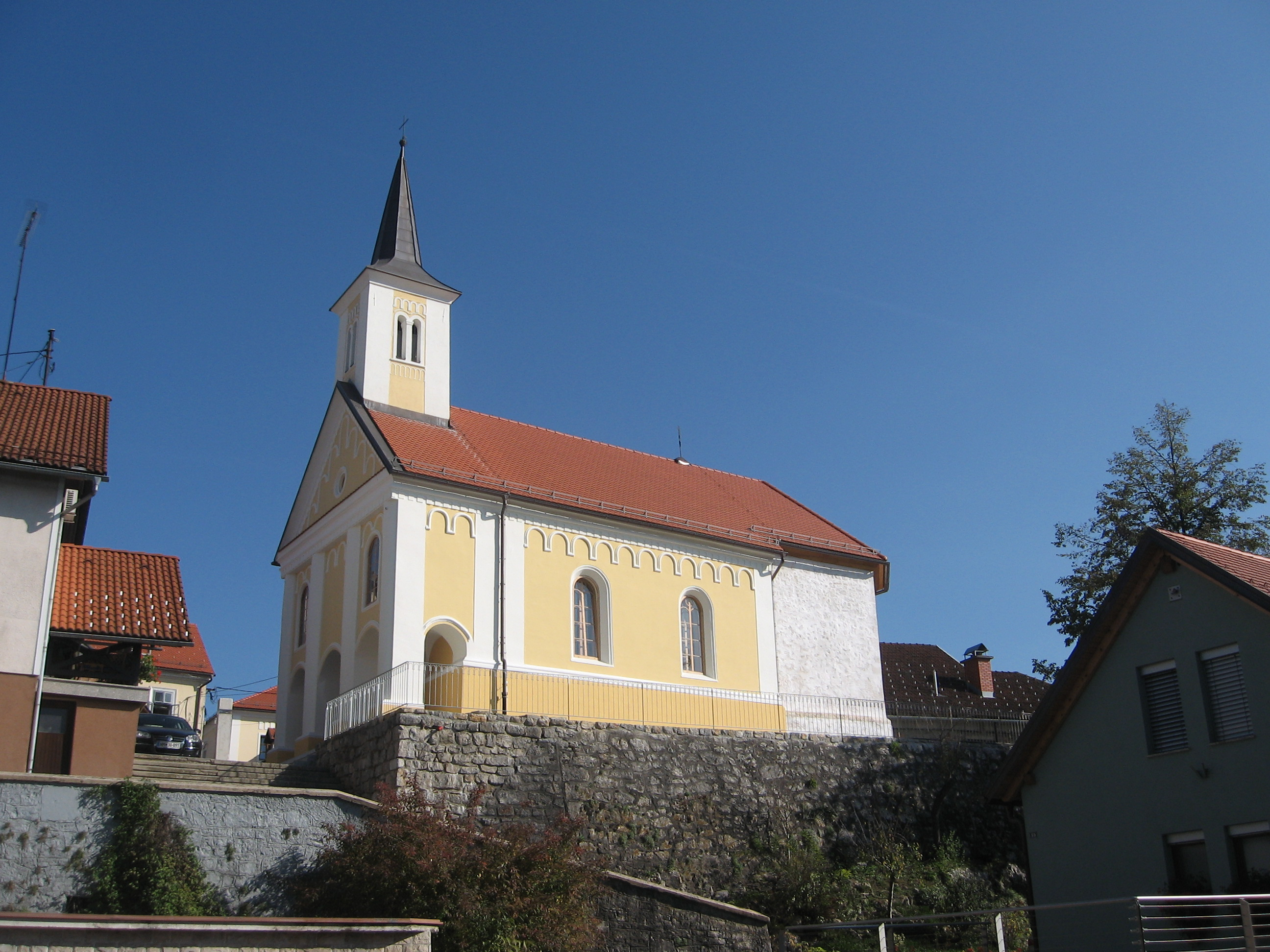
Holy Spirit Church
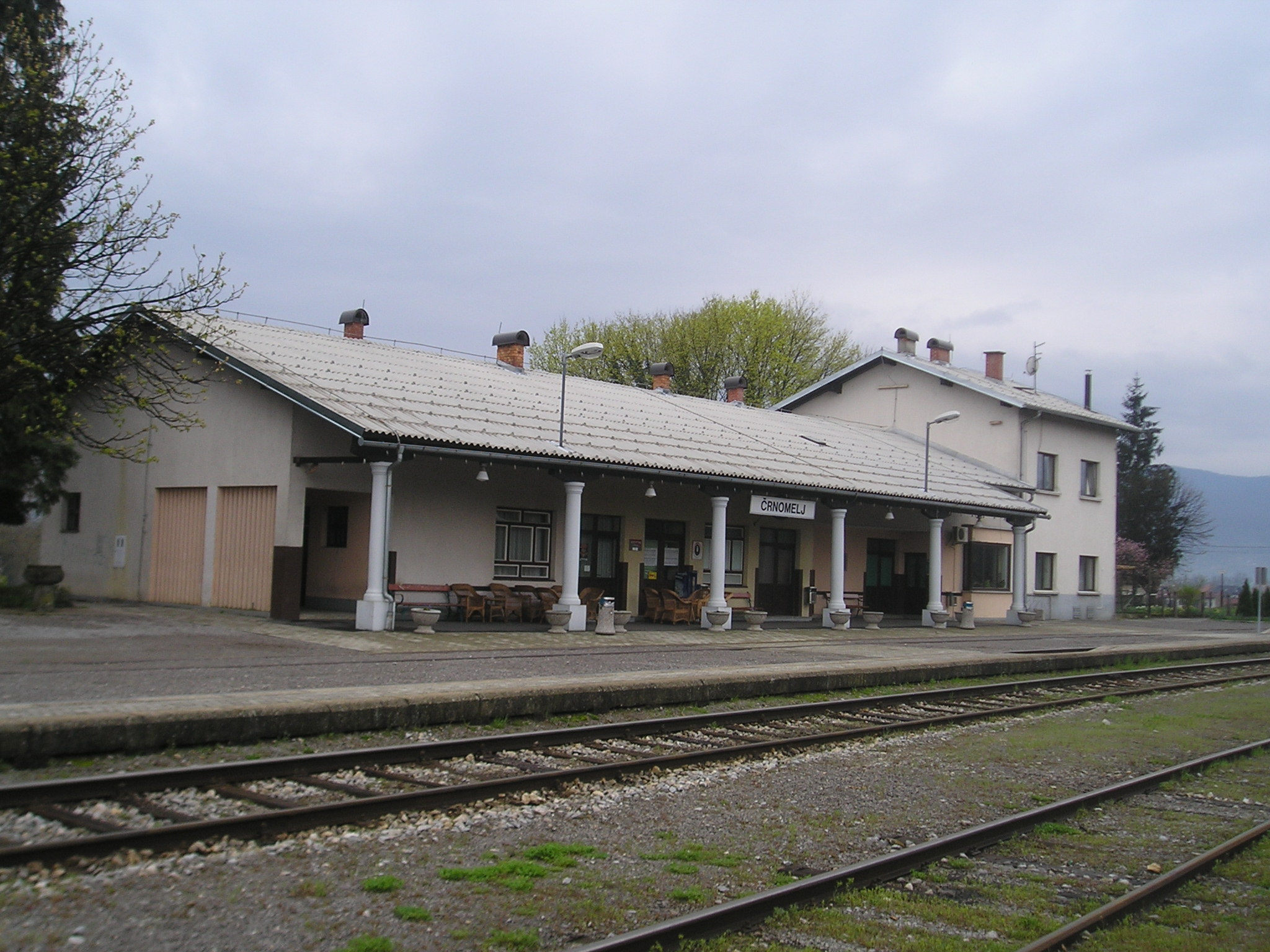
Črnomelj train station
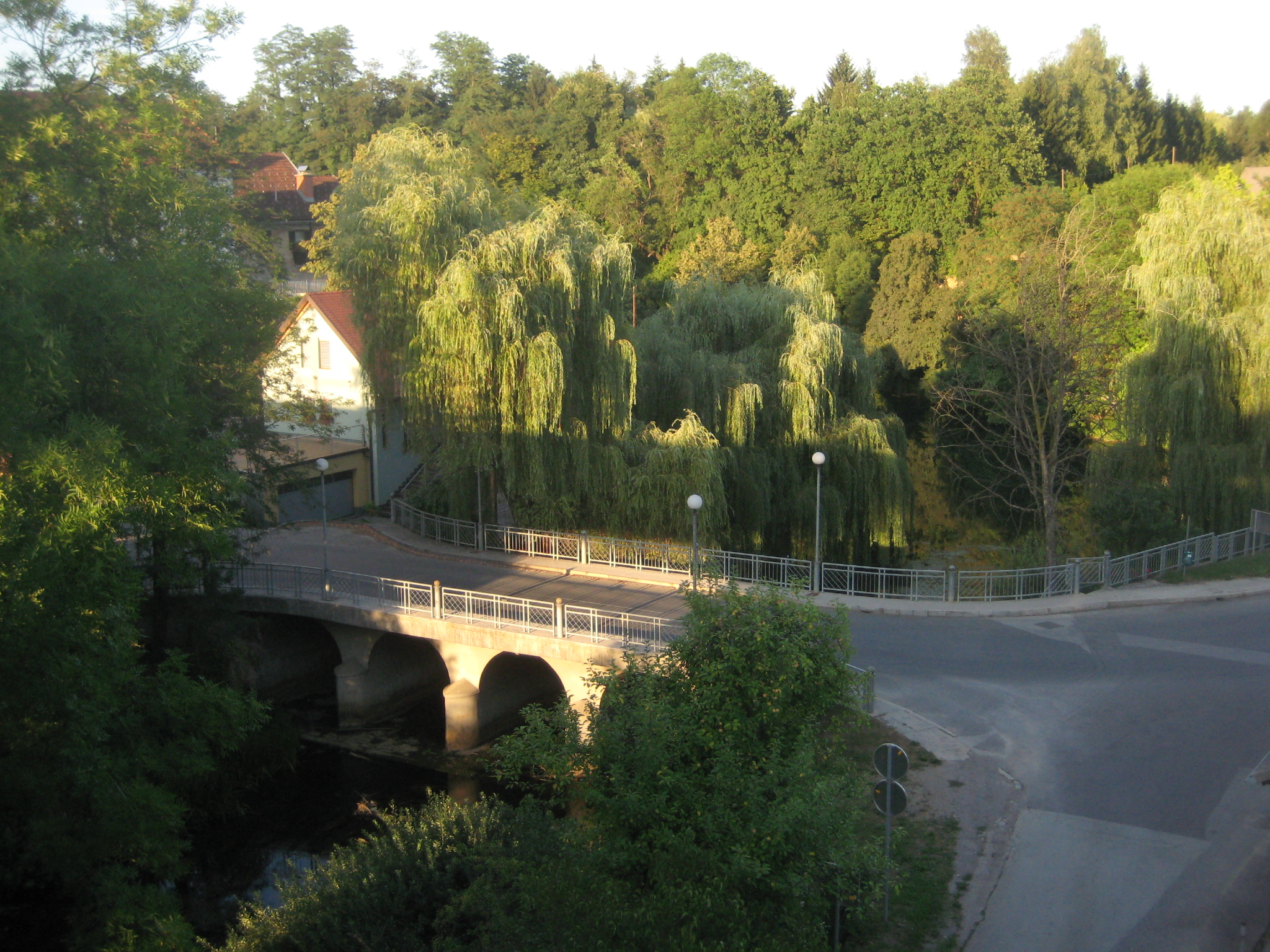
A road bridge before the confluence of Dobličica Creek and the Lahinja